# Hebdomophruda eupitheciata
Hebdomophruda eupitheciata là một loài bướm đêm trong họ Geometridae.